# Rim Jong-sim
Rim Jong-sim (Pyongyang, 5 de fevereiro de 1993) é uma levantadora de peso norte-coreana. Ela ganhou a medalha de ouro nos Jogos Olímpicos de Verão de 2012, em Londres, na categoria até 69 quilos. Ganhou medalha de ouro também nos Jogos Olímpicos de Verão de 2016, no Rio de Janeiro, na categoria até 75 quilos.